# Будинок початкового училища (Козелець)
Будинок початкового училища — пам'ятка історії місцевого значення у Козельці. Наразі тут розміщується гімназія № 1.

## Історія
Рішенням виконкому Чернігівської обласної ради народних депутатів трудящих від 17.11.1980 № 551 надано статус «пам'ятник історії місцевого значення» з охоронним № 782 під назвою «Будинок, де у березні 1919 року проходив Перший повітовий з'їзд Рад Козелеччини». На фасаді будинку встановлена охоронна дошка під назвою «Історична будівля».
Наказом Департаменту культури та туризму, національностей та релігій Чернігівської обласної державної адміністрації від 12.11.2015 № 254 для пам'ятника використовується нова назва — «Будинок початкового училища».

## Опис
Будинок збудований у 1912 році місцевим земством для 4-класного початкового училища.
Одноповерховий, кам'яний, неоштукатурений, пофарбований, П-подібний у плані будинок. Загальна площа будинку — 360 м². Головний північний фасад із бічними ризалітами, які відповідають західному та східному флігелям будинку. Фасад прикрашений орнаментальною цегляною кладкою, акцентований пілястрами, завершується карнизом, що вінчає, над карнизом будинку — аттик. Вхід з арочним козирком, який прикрашений кованим литтям.
У цьому будинку 14 березня 1919 року проходив Перший повітовий з'їзд Рад робітничих, селянських та червоноармійських депутатів. Тут було обрано виконком та його відділи: управління, земельний, військовий, юстиції, народної освіти, соціального забезпечення, праці, продовольства, народного господарства та охорони здоров'я. Очолив виконком П. С. Волошин (1893—1934) — голова Козелецького повітового парткому та ревкому.
1973 року на фасаді 8-річної школи № 1 (вулиця Свердлова, будинок № 1) було встановлено меморіальну дошку Першому з'їзду (мармур, 0,6×0,5 м); нині демонтовано.
На фасаді будинку по обидва боки від входу встановлені дві меморіальні дошки: академіку Володимиру Неговському, який тут навчався у 1920—1924 роках, та лауреату Державної премії СРСР В. Є. Сутоняко, який закінчив цей навчальний заклад 1939 року.

## Галерея

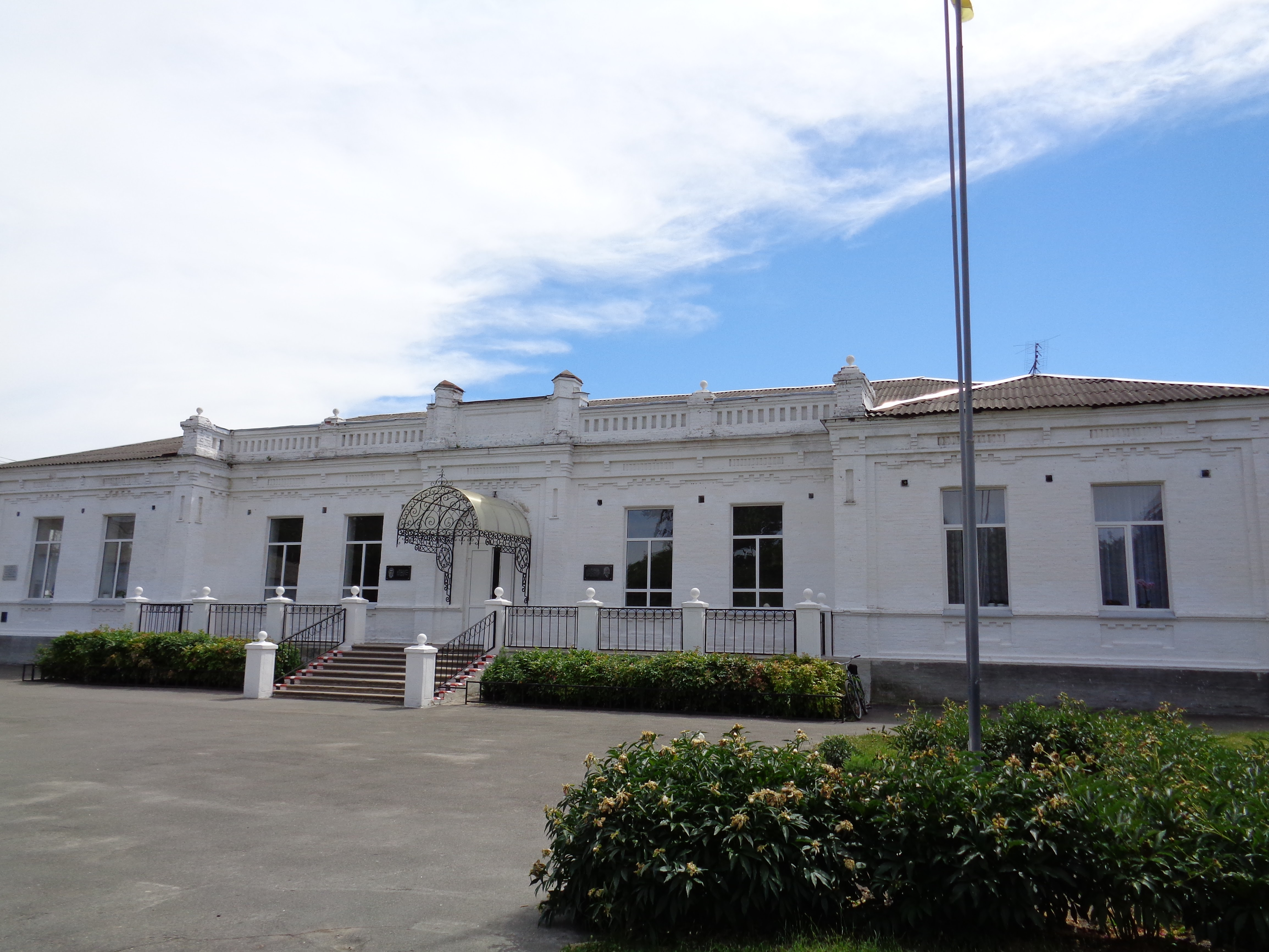
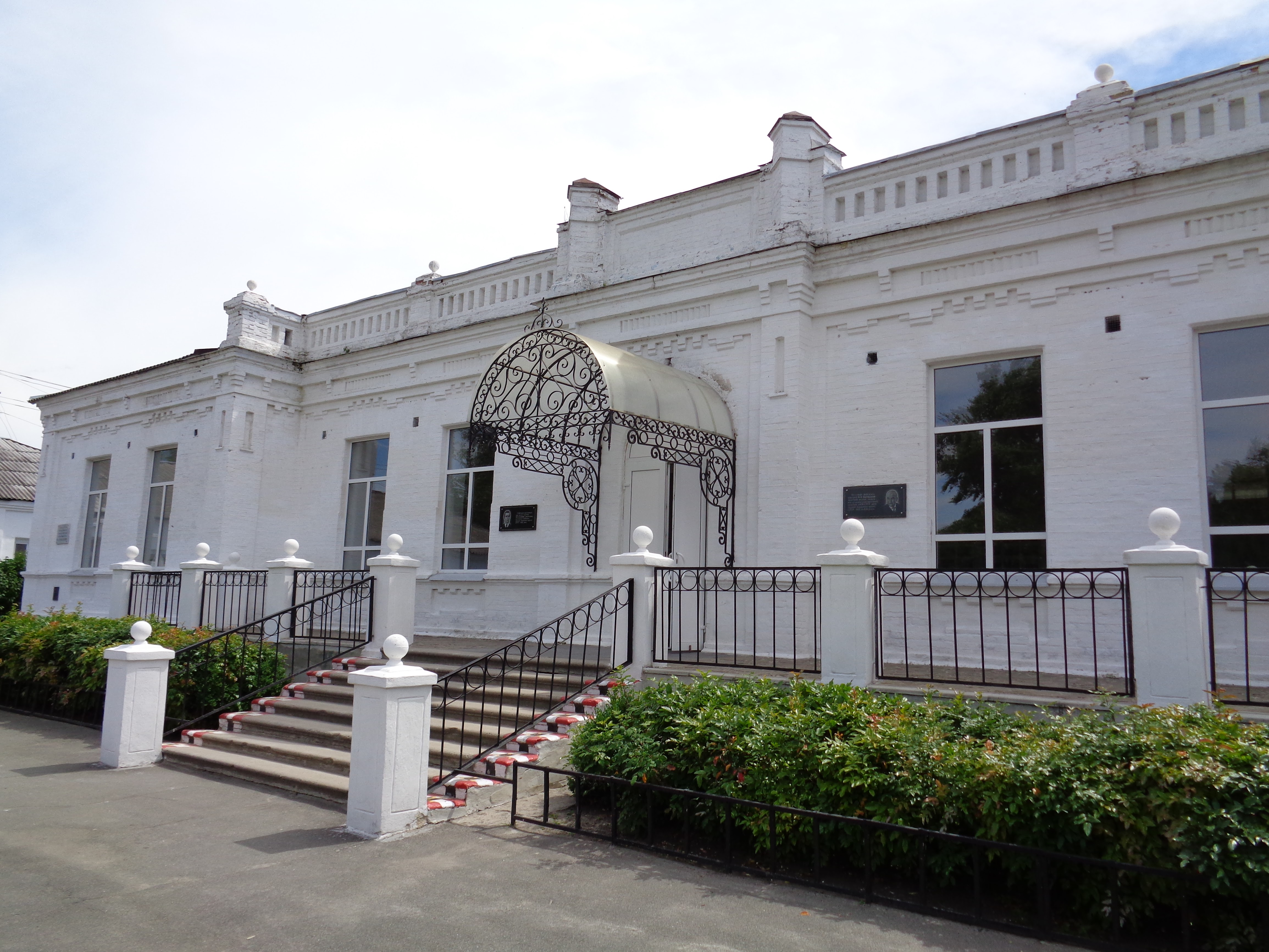
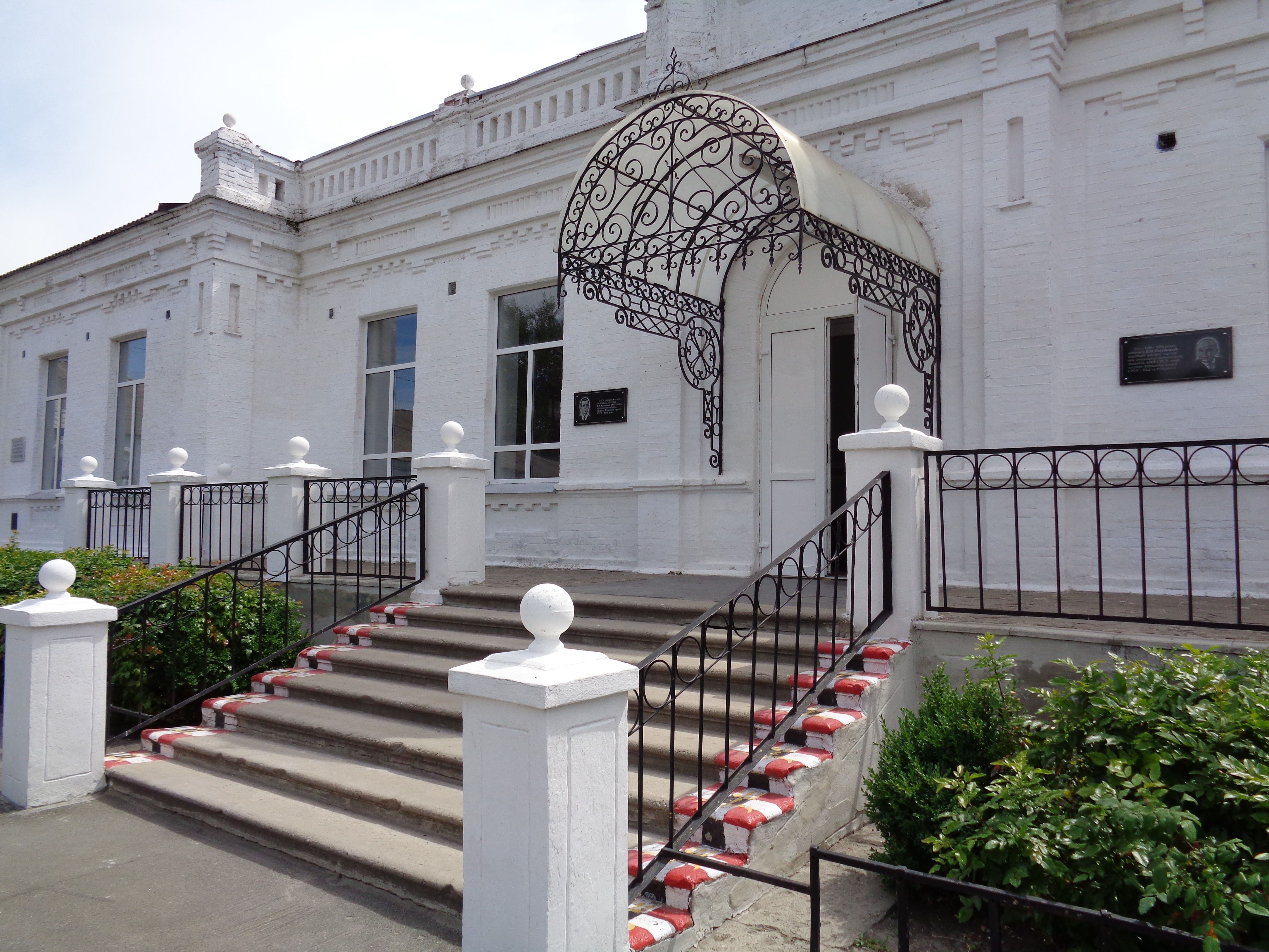
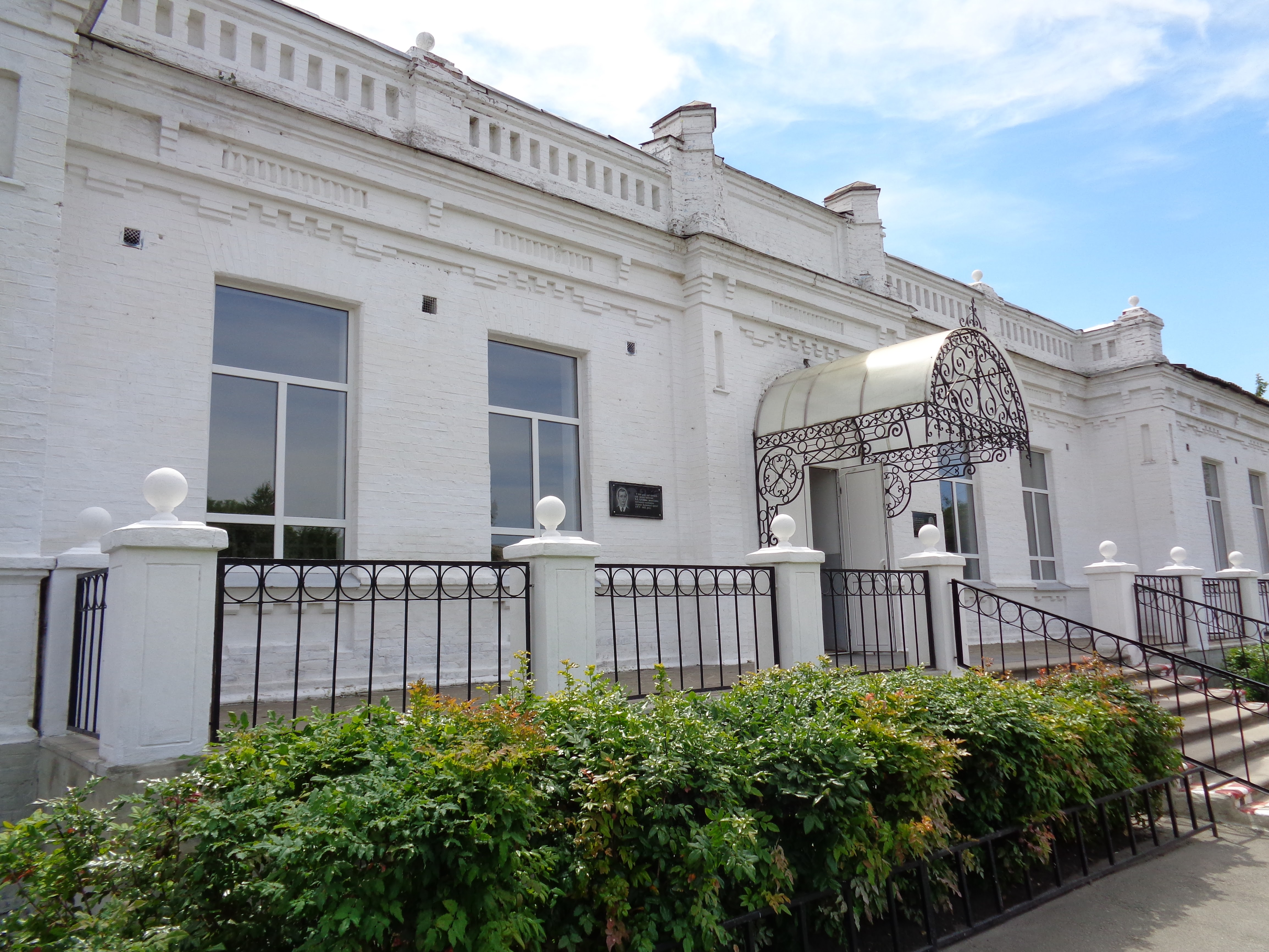
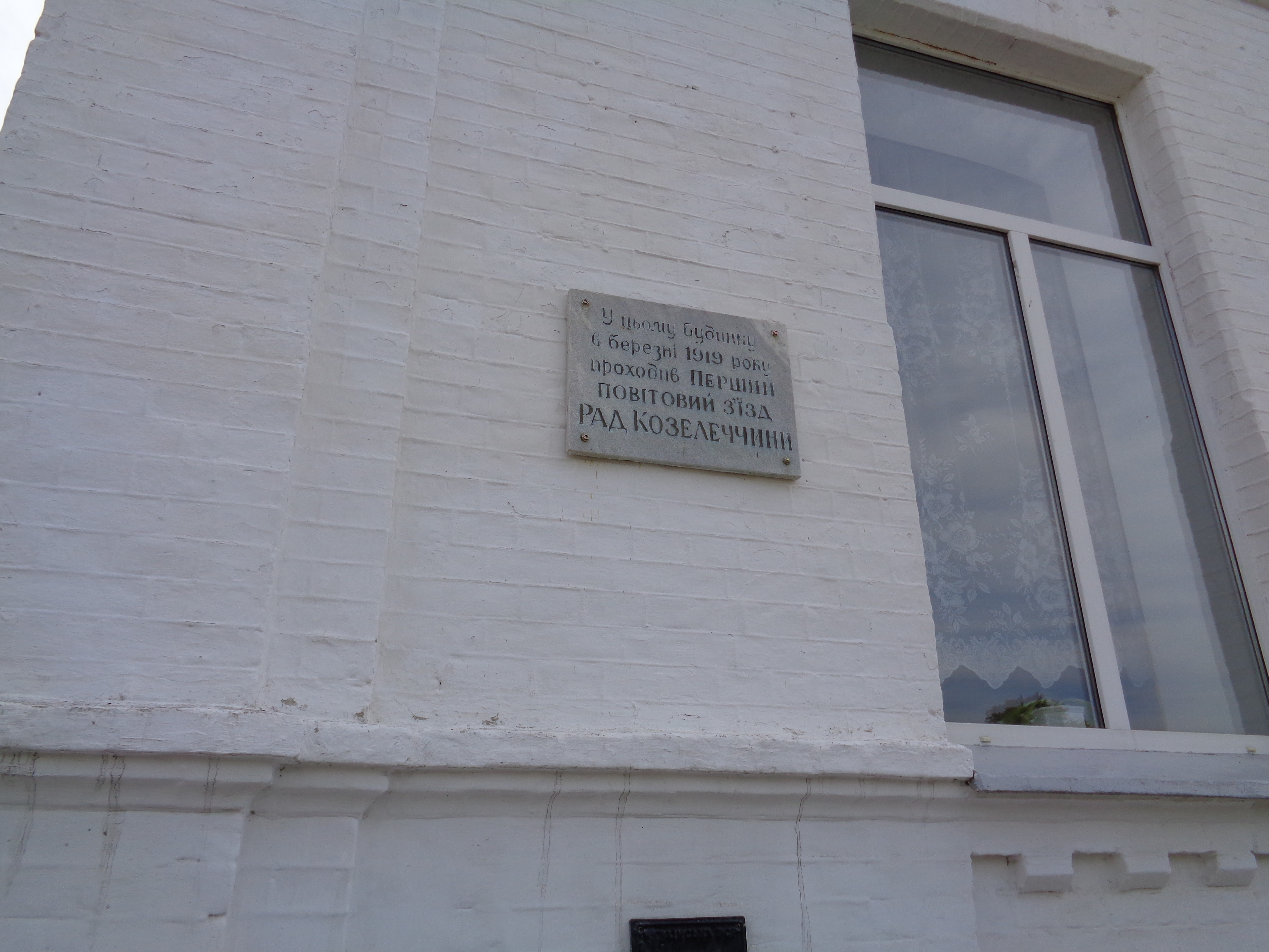
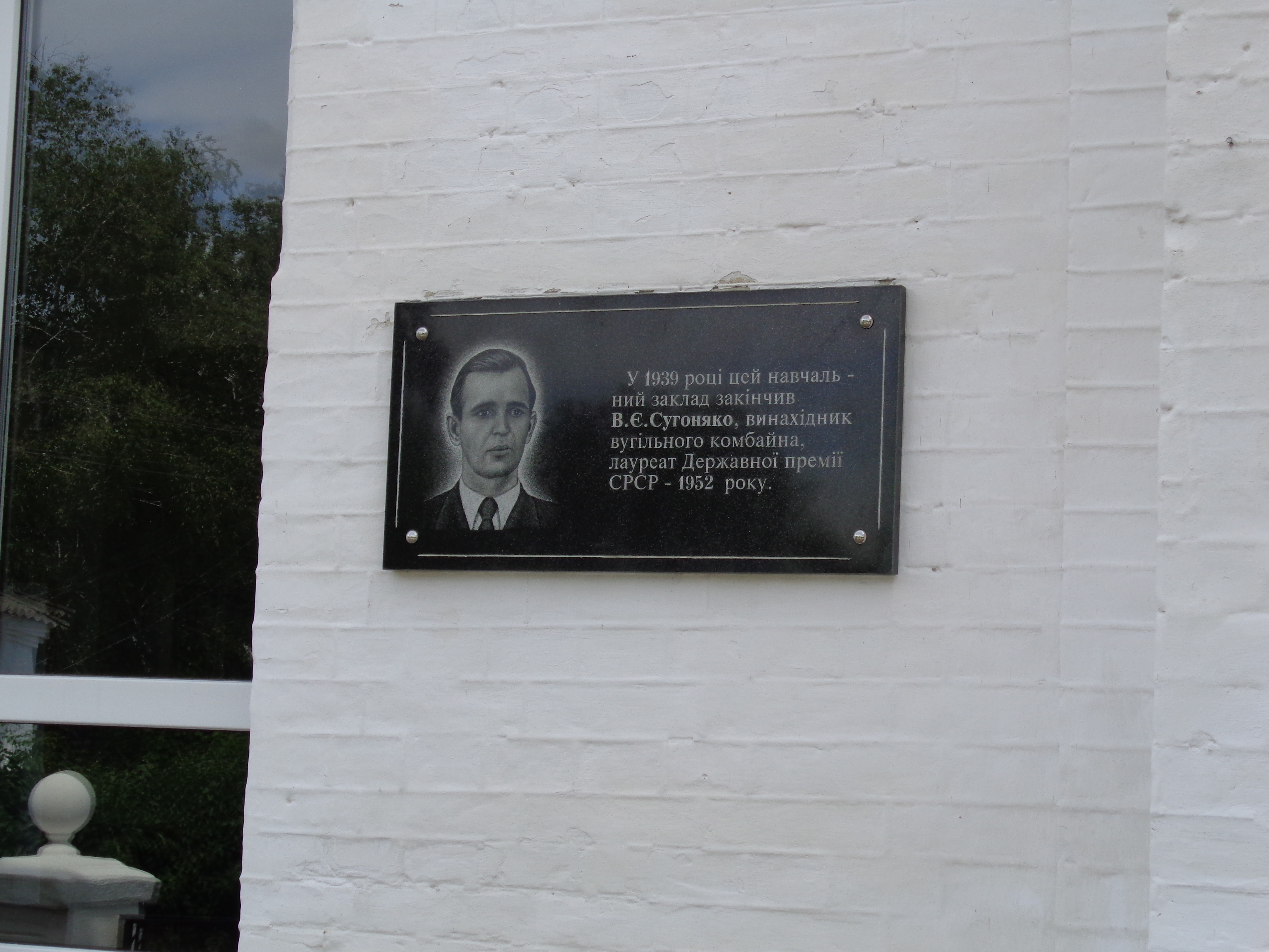
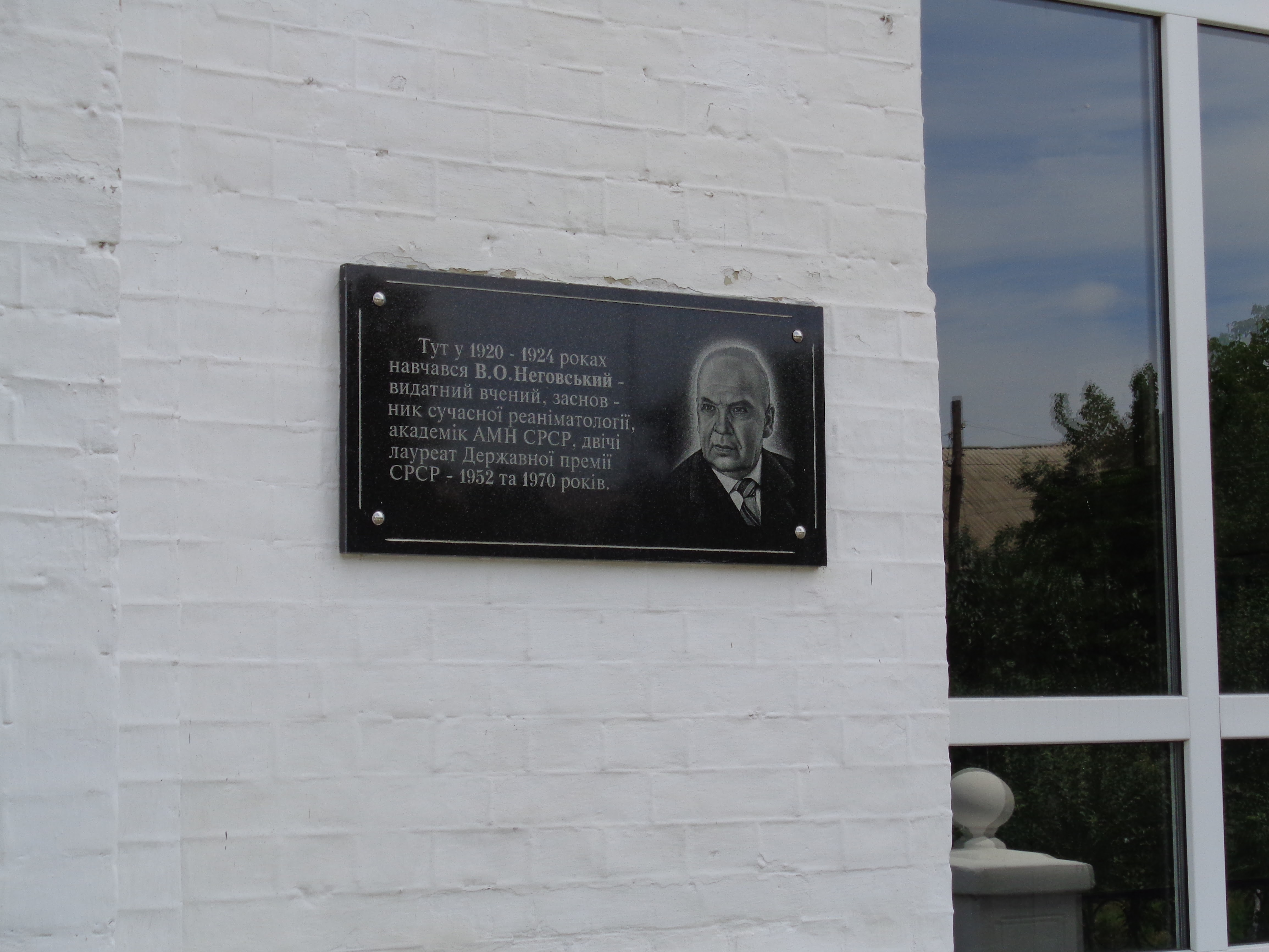